# Koń domowy

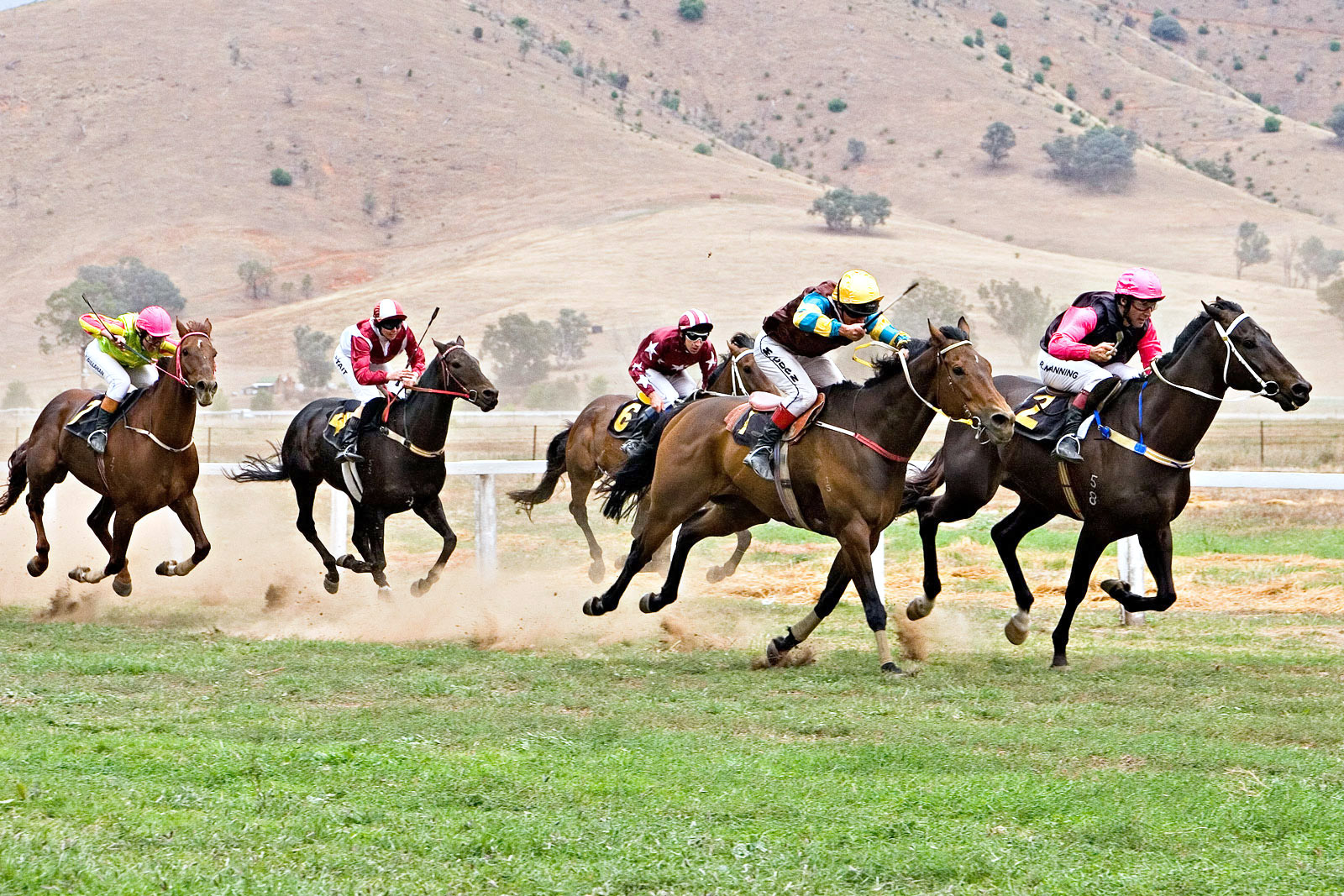
Wyścigi konne w Tambo Valley w stanie Wiktoria w Australii

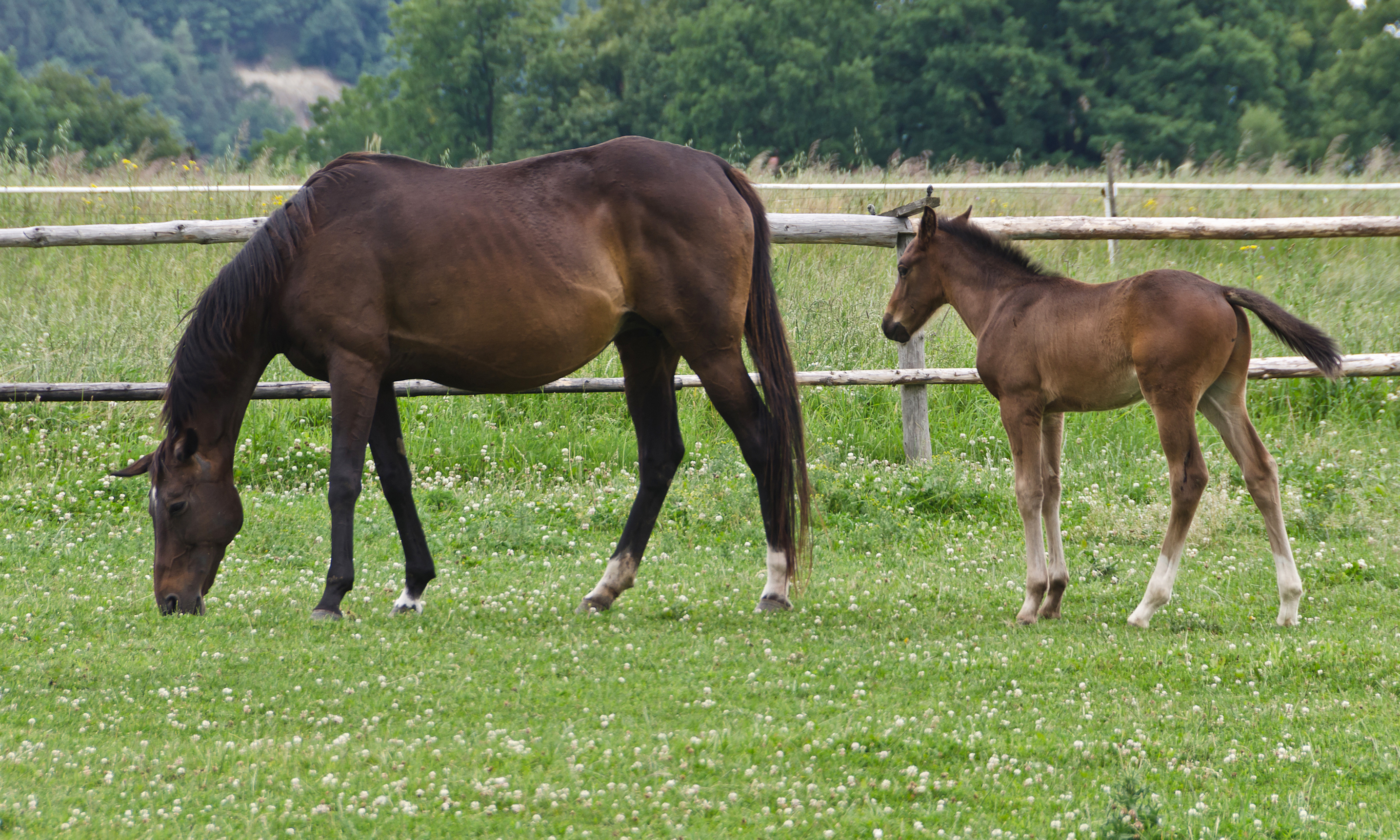
Klacz i źrebię na pastwisku

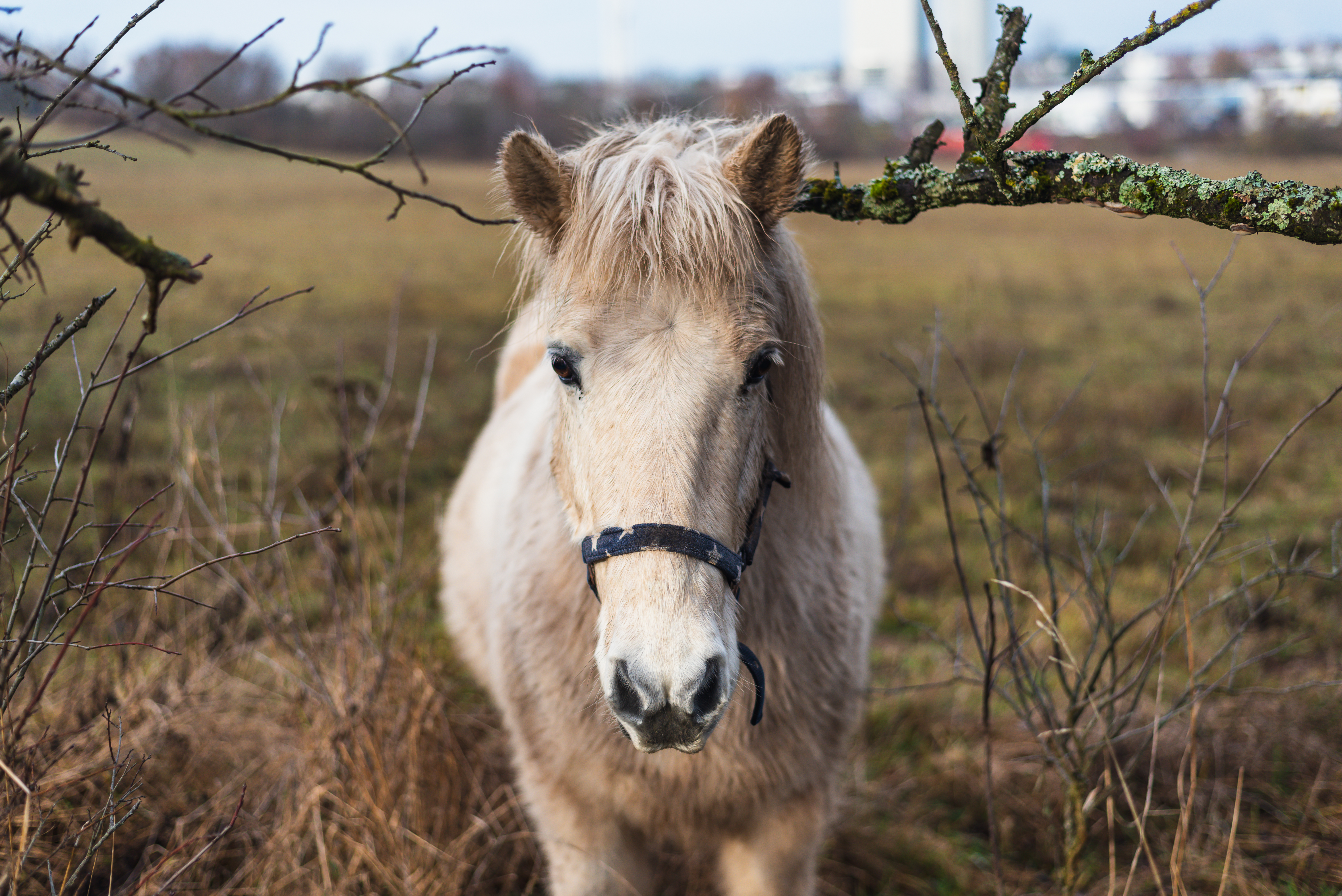
Głowa konia umaszczenia siwego

Koń domowy (Equus caballus) – gatunek udomowionego ssaka nieparzystokopytnego z rodziny koniowatych (Equuidae). sounds

## Pochodzenie konia

### Przodkowie i genetyka konia
Przodkami koni orientalnych, od których pochodzą konie gorącokrwiste, były prawdopodobnie koń Przewalskiego (Equus przewalskii) i tarpan dziki (Equus ferus); konie zimnokrwiste pochodzą natomiast od konia leśnego z Północnej Europy. Koń Przewalskiego jest obecnie jedynym przedstawicielem gatunku koni dzikich. Rasa konik polski wykazuje bardzo duże podobieństwo do tarpana dzikiego, lecz nie jest genetycznie tym samym (chociaż poza Polską koniki polskie bywają określane mianem tarpan). W styczniu 2007 zespół naukowców z Massachusetts Institute of Technology i Uniwersytetu Harvarda poinformował, że stworzył wstępną mapę genomu konia.

### Udomowienie
Proces udomowienia koni rozpoczął się prawdopodobnie od odławiania i wychowywania młodych źrebiąt. Nie można jednak wykluczyć łapania dorosłych koni i stopniowego ich oswojenia, ale biorąc pod uwagę, jak trudne jest współczesne szkolenie koni, wydaje się to mniej prawdopodobne.
Według danych archeologicznych, proces udomowienia koni rozpoczął się prawdopodobnie ok. 5-6 tys. lat temu. Już za panowania cesarza Haong-Ti w Chinach (około 2700 r. p.n.e.), konie były tam traktowane jako zwierzęta domowe. Jednak proces ten rozkwitł na zachodzie znacznie później. W Babilonie za czasów Hammurabiego (2123 - 2081 r. p.n.e.) koń nie był jeszcze zwierzęciem użytkowym. Dopiero około 2000 lat p.n.e. konie zaczęły pojawiać się jako zwierzęta domowe w Asyrii. Dokładniejsze informacje na temat asyryjskich koni pochodzą z ok. 1000 r. p.n.e. i są oparte na świetnie zachowanych wizerunkach, które wskazują, że konie asyryjskie były stosunkowo wysokie, miały zwięzłą budowę ciała i niewielkie głowy osadzone na krępych szyjach.

## Użytkowanie
Niegdyś najpopularniejsze zwierzę pociągowe, następnie wyparte przez maszyny (zob. traktor, kombajn). Dziś używany w celach rekreacyjnych i sportowych, jako zwierzę pociągowe – jedynie w biedniejszych gospodarstwach i niekiedy w leśnictwie (zrywka drewna). Konie przeznaczone pod różne kierunki użytkowania charakteryzują się odmiennymi cechami. Chociaż przyjmuje się różne klasyfikacje typów użytkowych, to do najpopularniejszej należy podział na:
- typ wierzchowy - o lekkim ruchu, mocnym grzbiecie i dobrze rozwiniętym układzie oddechowym
- typ pociągowy- masywne i silne, o grubym kośćcu i spokojnym temperamencie, wyróżnić można 3 podtypy w tej grupie: ciężko-pociągowe, pośpieszno-pociągowe i lekko-zaprzęgowe
- typ juczny - niskie, z silnym, krótkim grzbietem, dobrze odnajdujące się w górzystym terenie
- typ kombinowany - o budowie zbliżonej do typu wierzchowego, ale z większą ilością masy mięśniowej[3].

## Rasy koni
Wyhodowano wiele ras koni. Najpopularniejsze to:
- czystej krwi arabskiej – jej krzyżówki dały początek wielu innym rasom
- pełnej krwi angielskiej – konie wyścigowe.

### Polskie rasy koni
- konik polski (kn) oraz jego odmiana konik biłgorajski (knb)
- rasa huculska (hc)
- rasa małopolska (młp)
- rasa śląska (śl)
- rasa wielkopolska (wlkp)
- kuc feliński (kf)
- polski koń sportowy (sp)
- polski koń zimnokrwisty (z)

### Rasy rejestrowane przez PZHK
Polski Związek Hodowców Koni rejestruje rasy: konie małopolskie, wielkopolskie, śląskie, szlachetnej półkrwi, koniki polskie i konie huculskie. Ponadto zezwala na rejestracje koni zimnokrwistych, traktując je jako jedną rasę oraz na rejestracje kuców i małych koni, takich jak np. kuce felińskie, czy walijskie kuce górskie.

## Umaszczenia i odmiany

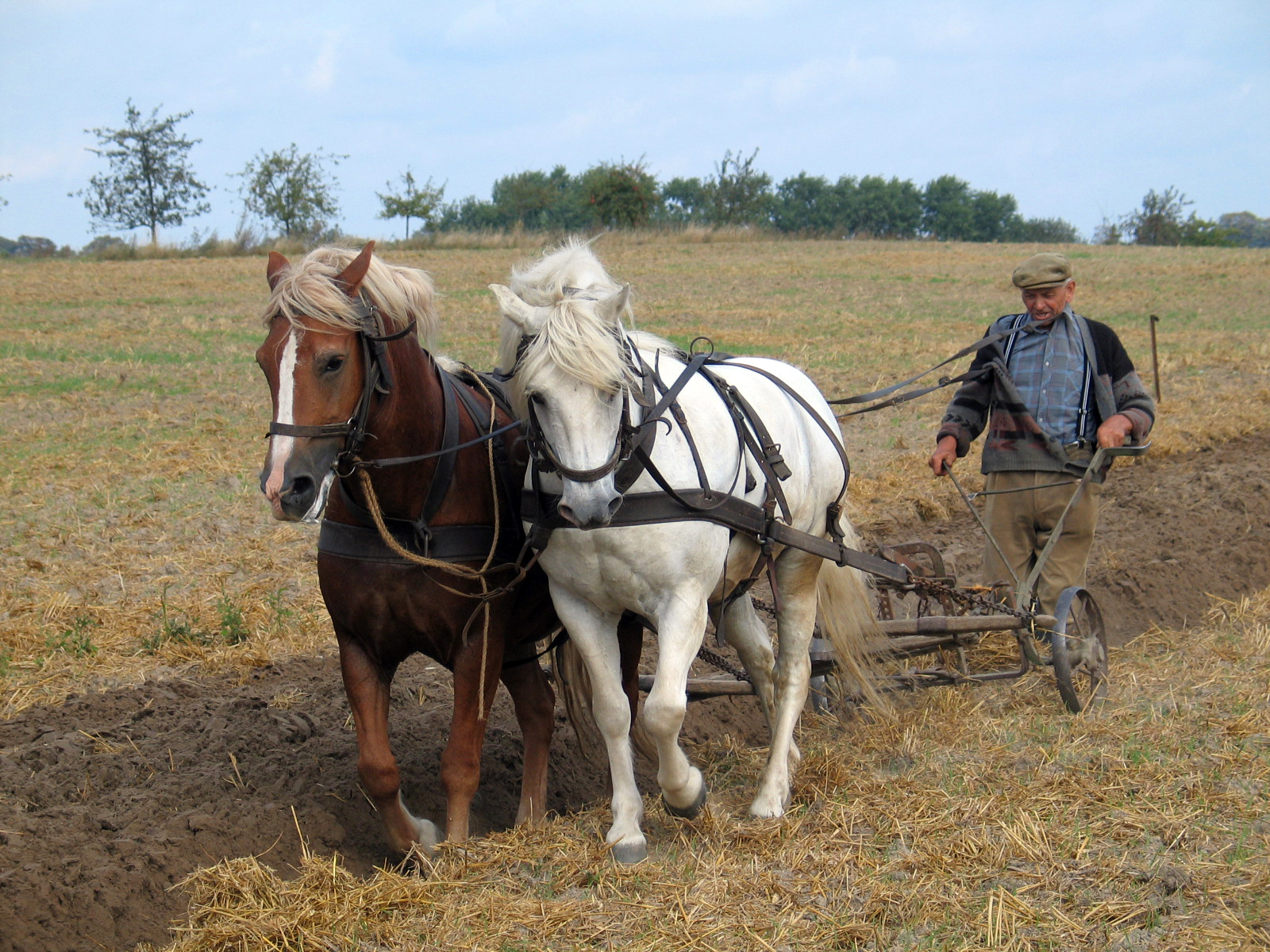
Koń kasztanowaty i siwy przy pracy

Konie charakteryzują się wielką różnorodnością umaszczeń, które w większości przypadków nie są cechą rasową. Wyjątkami od tej reguły są rasy: haflinger (umaszczenie kasztanowate z konopiastą grzywą i ogonem), appaloosa (umaszczenie tarantowate), konik polski (umaszczenie myszate), palomino (umaszczenie izabelowate), fiording (umaszczenie bułane) oraz koń fryzyjski (umaszczenie kare, jedyną możliwą odmianą jest mała gwiazdka na czole), albino (umaszczenie białe).
Appaloosa należą do koni o maści leopard. Są to wszystkie ubarwienia koni, na których widać kropki. Jednym z rzadszych rodzajów leopard jest snowflake, jasne kropki na ciemnej powierzchni.
Ciekawe kolory sierści charakteryzują także Quarter horse, m.in. buckskin: sierść beżowa, grzywa ciemna, paint indiana: nieregularne plamy różnych kolorów. Istnieje też silver dapple: czekoladowo-szara sierść ze srebrnymi grzywą i ogonem.

## Charakterystyka chodów konia

Cwał – na podstawie 16 zdjęć Eadwearda Muybridgea z 1887 roku

Wśród naturalnych chodów konia rozróżnia się (w kolejności według prędkości):

Kłus wyciągnięty w wykonaniu siwego ogiera rasy andaluzyjskiej

stęp
chód czterotaktowy; koń stawia nogi w kolejności: lewa tylna, lewa przednia, prawa tylna, prawa przednia. Rodzaje stępa: swobodny, pośredni, wyciągnięty.
kłus
chód dwutaktowy, koń stawia dwie nogi po przekątnej (prawa przednia i lewa tylna, lewa przednia i prawa tylna). Rodzaje kłusa: roboczy, pośredni, zebrany, wyciągnięty. Z punktu widzenia jeźdźca w rekreacji wyróżnia się: kłus anglezowany, ćwiczebny (pełny siad) lub w półsiadzie. Kłusaki mają również kłus szybki, który u innych koni nazywa się już galopem. W jeździe rekreacyjnej oraz sportowej jeździec anglezując, powinien siadać na siodło, kiedy przednia noga jest na ziemi. W konkursach ujeżdżeniowych na czworoboku od klasy P stosuje się tylko kłus ćwiczebny.
galop
trzytaktowy chód konia (źle ułożone konie czasem galopują czterotaktem), koń stawia najpierw nogę tylną, potem dwie nogi po przekątnej, a następnie przednią prowadzącą – w zależności więc od tego, która noga stawiana jest jako ostatnia, rozróżnia się galop na lewą i prawą nogę. Rodzaje galopu: roboczy, pośredni, zebrany i wyciągnięty. Można galopować w półsiadzie lub w pełnym siadzie. Koń powinien galopować na tę samą nogę, w którym kierunku idzie (w lewo – na lewą, w prawo – na prawą). Jeśli tak nie jest, a jest to zamierzone, mówi się, że jeździec prowadzi konia kontrgalopem. Jazda kontrgalopem jest trudnym technicznie elementem, bowiem utrudnia koniowi zachowanie równowagi. Jeśli kontrgalop nie był zamierzony to nazywa się go galopem fałszywym.
cwał
jest najszybszym rodzajem chodu. Koń stawia nogi w kolejności: lewa tylna, prawa tylna, lewa przednia, prawa przednia, lub odwrotnie, po czym następuje faza lotu (na animacji).
Ten chód jest używany w wyścigach konnych.
Oprócz tych podstawowych chodów konia wyróżnia się jeszcze:
- dwutaktowy inochód (koń stawia nogi w kolejności: prawa przednia z prawą tylną, a następnie lewa przednia z lewą tylną),
- trucht pośredni między stępem a kłusem,
- amble pośredni między stępem a inochodem (do tej grupy należy np. tolt).

Istnieje również wiele chodów sztucznych, czyli wyuczonych przez człowieka np. piaff, pasaż i stęp hiszpański.
Każdy z wymienionych powyżej chodów ma dwa rodzaje (tempa): szybki i wolny, i można w nim wprowadzać modyfikacje, takie jak skracanie czy wydłużanie kroku.

## Anatomia

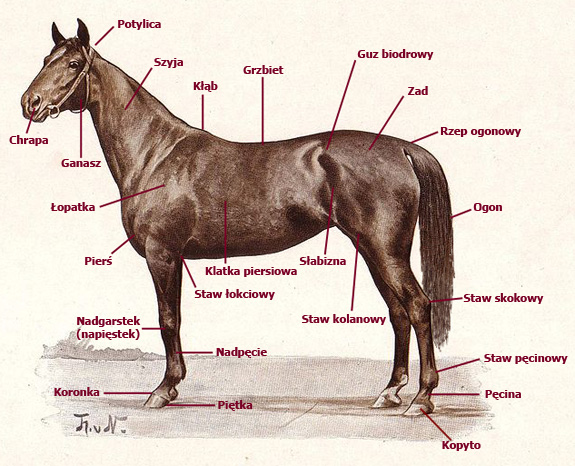
Budowa konia

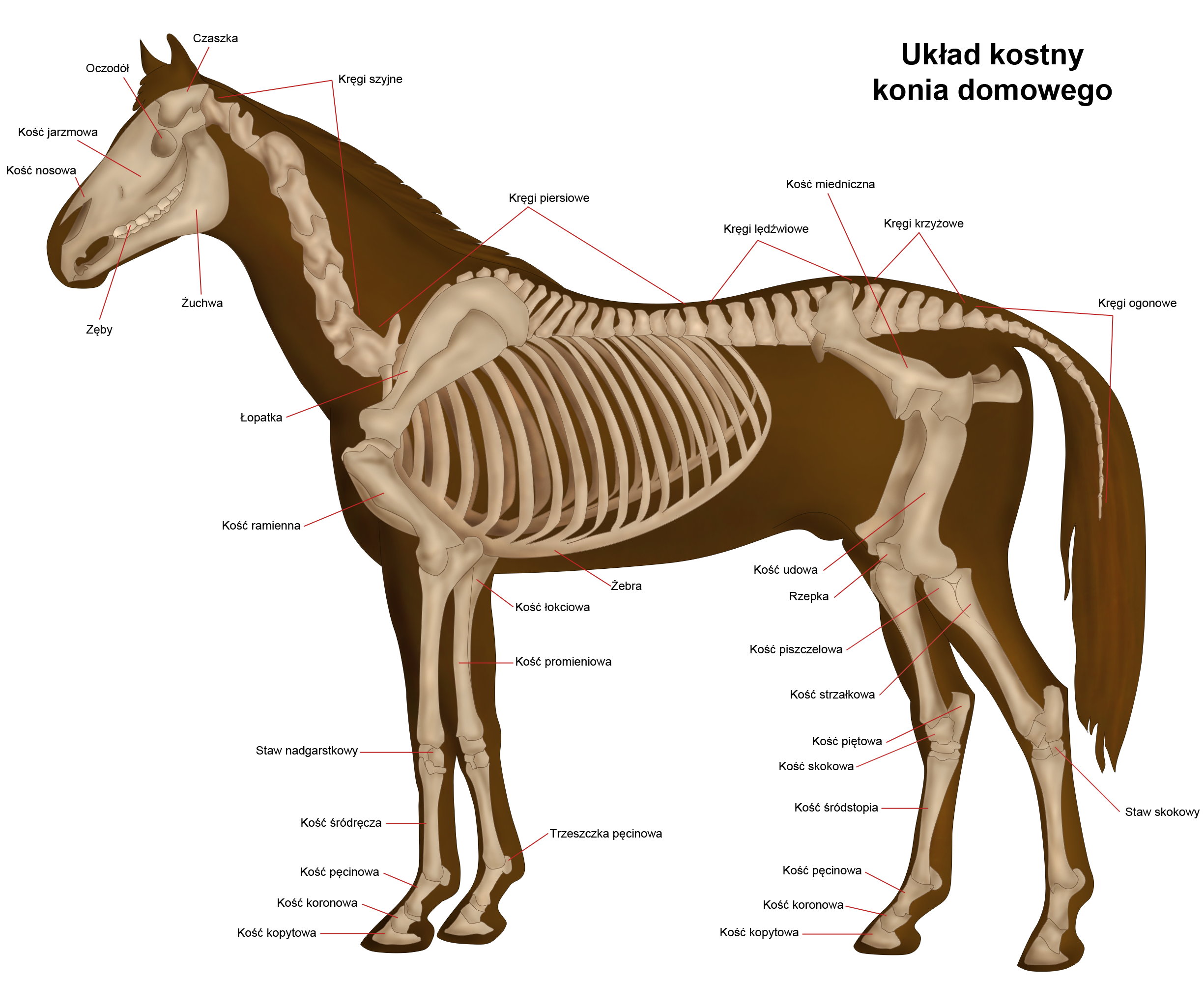
Układ kostny konia

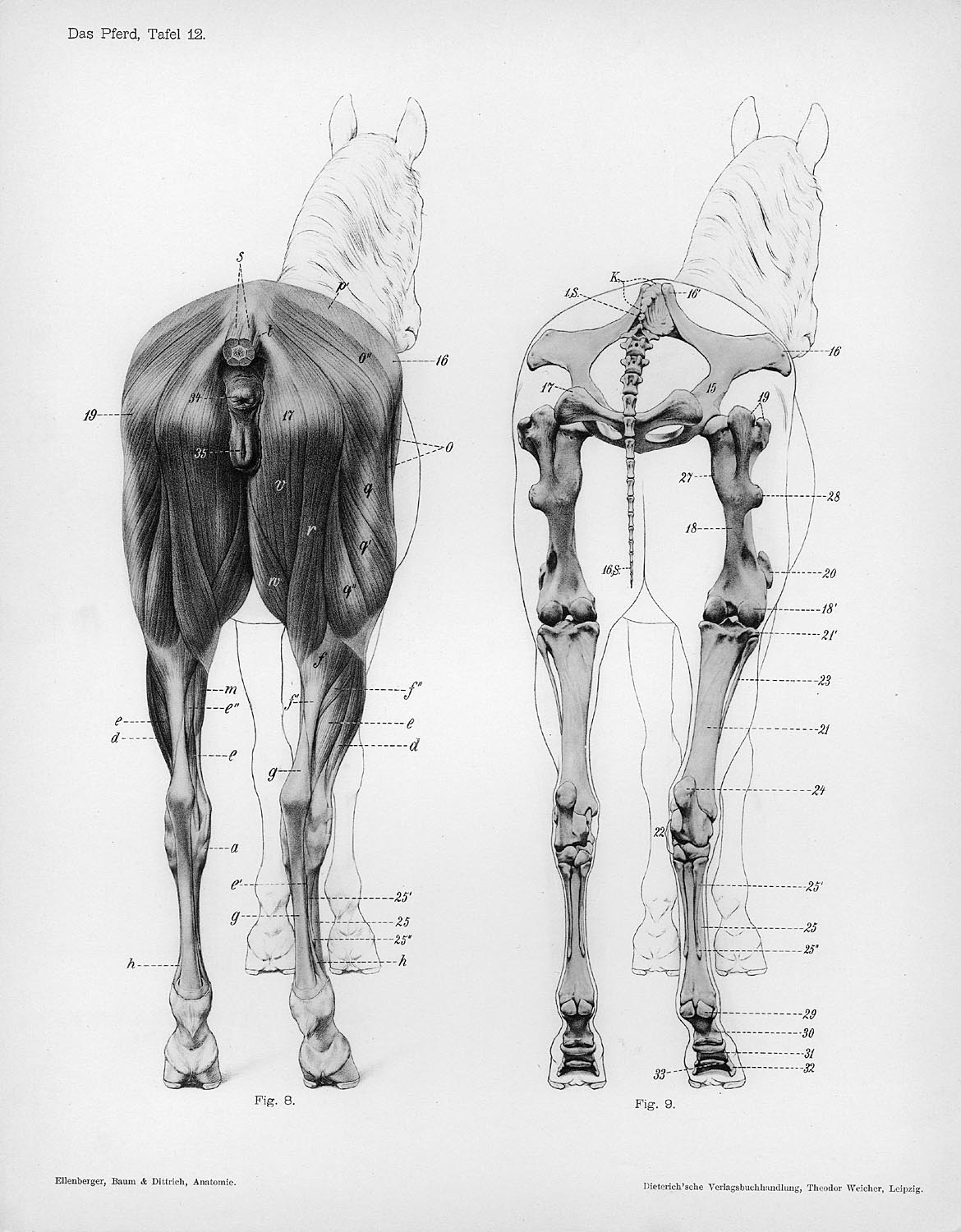
Układy mięśniowy i kostny zadu konia

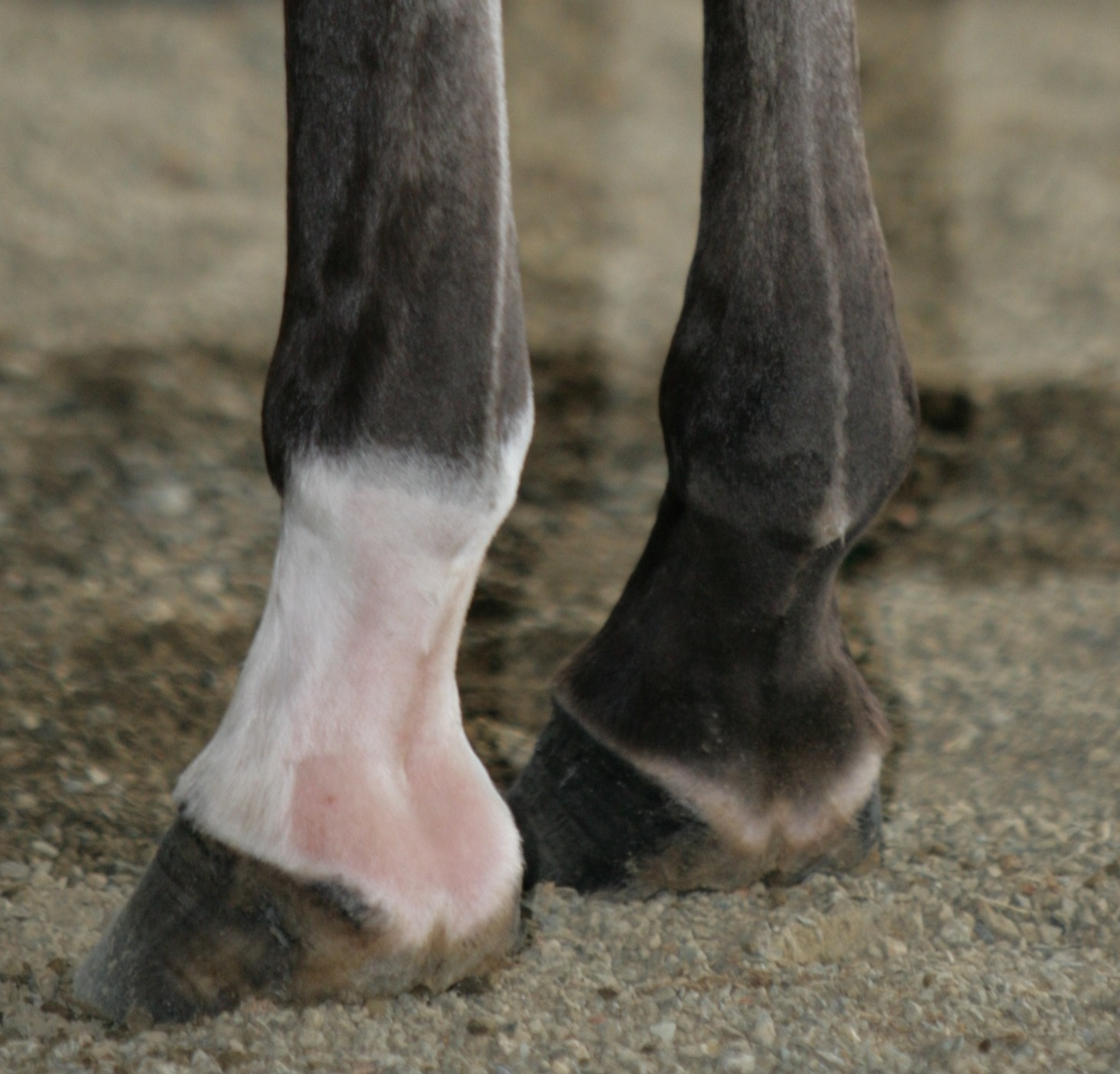
Przednie nogi konia

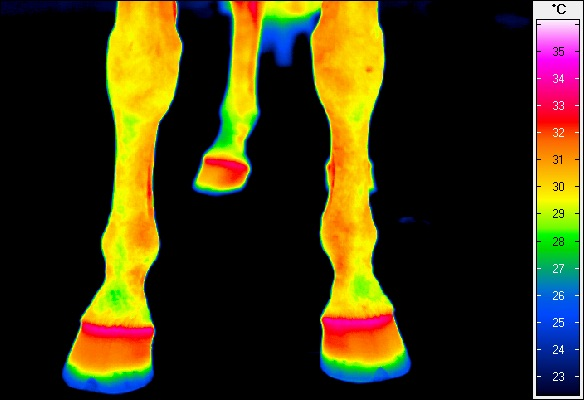
Termogram przednich nóg konia. Kolory odpowiadają temperaturom na skali Celsjusza

### Topografia ciała
Głowa, na której wyróżnia się:
- Część górna (mózgowa): potylica (za uszami w miejscu, gdzie szyja łączy się z głową), ciemię (przed i między uszami), grzywka (czupryna) – pęk włosów pokrywający ciemię, czoło, oczodoły i oczy, skronie (między małżowiną uszną i okiem), małżowiny uszne z okolicami przyusznymi,
- Część pyskowa (trzewioczaszka) składa się z: nos z grzbietem nosa, nozdrza, chrapy, otwory nosowe, warga górna, warga dolna z bródką, szpara pyskowa z kątami pyskowymi, lica, policzki i okolice łzowe, ganasze i sanki (in. dolne i tylne brzegi żuchwy), rów międzyszczękowy.

Szyja, na której wyróżnia się: boki szyi (lewy i prawy), kark, grzywę (włosień wystający z karku), wrąb (przegub karkowy), podgardle (dolny brzeg szyi), przegub gardłowy, rowki naczyniowe (znajdują się z obu stron szyi w okolicy podgardla).
Tułów (kłoda) składa się z:
- Przód tułowia: kłąb, łopatka, występ barkowy, staw barkowy, łokieć, pacha,
- Środek tułowia (łącznik): grzbiet, lędźwie (nerka), ożebrowanie klatki piersiowej, mostek, brzuch, podbrzusze, słabizny, doły głodowe,
- Zad: krzyż, zewnętrzne guzy biodrowe, udo, kolano z fałdem kolanowym, kulsze, pośladki, krocze, odbyt i srom (u klaczy), nasada ogona, rzep ogona, kiść ogona.

Nogi (część wolna kończyny) to: podramię (przedramię), nadgarstek (napiąstek), nadpęcie, okolica stawu pęcinowego z ostrogą i szczotką pęcinową, pęcina, korona, kopyto, kasztany (występują na wewnętrznej stronie przedramienia i stawu skokowego).

### Uzębienie
Końskie zęby stale rosną, mniej więcej 4 mm rocznie. Są one systematycznie ścierane ok. 2 mm na rok, wskutek rozcierania pobieranego pokarmu. Szczęka jest szersza niż żuchwa, dlatego zęby trzonowe i przedtrzonowe ścierają się nierównolegle, pod kątem. Miękki pokarm powoduje, że zęby trzonowe i przedtrzonowe nie ścierają się równomiernie na całej powierzchni, co powoduje że na zewnętrznej stronie zębów górnych i wewnętrznej stronie zębów dolnych tworzy się ostra jak nóż krawędź. Należy przynajmniej raz do roku skontaktować się z weterynarzem, który sprawdzi stan uzębienia zwierzęcia i w razie potrzeby odpowiednio je starnikuje. Problemy związane z uzębieniem przekładają się bardzo często na kłopoty w pracy z końmi – trudności przy kiełznaniu, niespokojna głowa, nieakceptowanie wędzidła, problemy z pobieraniem pokarmu oraz przeżuwaniem.

Wzór zębowy klaczy:
| Wzór zębowy | Wzór zębowy | I | C   | P | M |
| ----------- | ----------- | - | --- | - | - |
| 36 (38)     | =           | 3 | 0   | 3 | 3 |
| 36 (38)     | =           | 3 | (1) | 3 | 3 |

Wzór zębowy ogiera:
| Wzór zębowy | Wzór zębowy | I | C | P | M |
| ----------- | ----------- | - | - | - | - |
| 40          | =           | 3 | 1 | 3 | 3 |
| 40          | =           | 3 | 1 | 3 | 3 |

Wzór zębów mlecznych źrebaka:
| Wzór zębowy | Wzór zębowy | I | C | P | M |
| ----------- | ----------- | - | - | - | - |
| 28          | =           | 3 | 1 | 3 | 0 |
| 28          | =           | 3 | 1 | 3 | 0 |

### Układ pokarmowy
Elementy układu pokarmowego konia nazywają się tak samo, jak ludzkie, jednak różnią się budową i pełnioną funkcją. W jamie ustnej konia pokarm zostaje roztarty i zmieszany ze śliną. Koń produkuje około 30 litrów śliny na dobę przez trzy pary dużych ślinianek. Pracują one jednak tylko w chwili, gdy koń spożywa pokarm, w związku z czym zwierzę powinno jeść jak najczęściej i jak najwolniej, aby nie doprowadzić do suchości jamy ustnej. Przełyk konia jest bardzo długi: biegnie od ganaszy do mniej więcej połowy kłody zwierzęcia. Jest on bardzo dobrze umięśniony. Posiada też dość duże ścianki, pokryte od wewnątrz błoną śluzową. Konie powinny spożywać pokarm z głową w dole: dzięki temu przełyk tworzy prostą linię.
Żołądek konia ma pojemność około 7,5-15 litrów. Około 2/3 jego pojemności zajmuje nabłonek gruczołowy produkujący kwas, który jest produkowany przez organizm zwierzęcia przez cały czas. Pozostałą 1/3 żołądka pokrywa błona wrażliwa na działanie kwasu żołądkowego. Koński żołądek jest sztywny, w związku z czym nie może pomieścić zbyt dużej ilości paszy. Jeśli zwierzę spożyje za dużo pokarmu jego część przemieszcza się do jelita cienkiego, nawet jeśli nie został do tego odpowiednio przygotowany. Ma ono długość 15-22 metrów i średnicę około 7-10 centymetrów. W jelicie grubym zachodzi podstawowy proces trawienia pokarmu. Konie czepią energię życiową przede wszystkim z lotnych kwasów tłuszczowych, które powstają w procesie trawienia włókna. Flora bakteryjna końskiego jelita grubego składa się więc z ponad 400 rodzajów drobnoustrojów, które wspomagają ten proces.

### Parametry życiowe
Przeciętna temperatura ciała zdrowego konia waha się pomiędzy 37,5 °C a 38,5 °C. Tętno spoczynkowe powinno wynosić od 36 do 40 uderzeń na minutę. Standardowa liczba oddechów w spoczynku to 8-14 na minutę. Przeciętna długość życia koni wynosi 25–30 lat. Całkowita objętość krwi różni się od masy ciała i wynosi od 25 do 45 litrów. Wysokość konia mierzy się od podłoża do kłębu, zwykle specjalną laską zoometryczną.

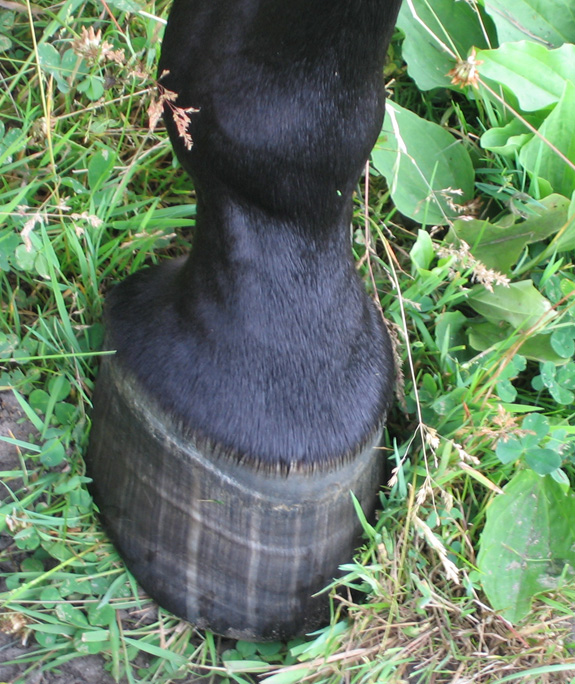
Końskie kopyto bez podkowy

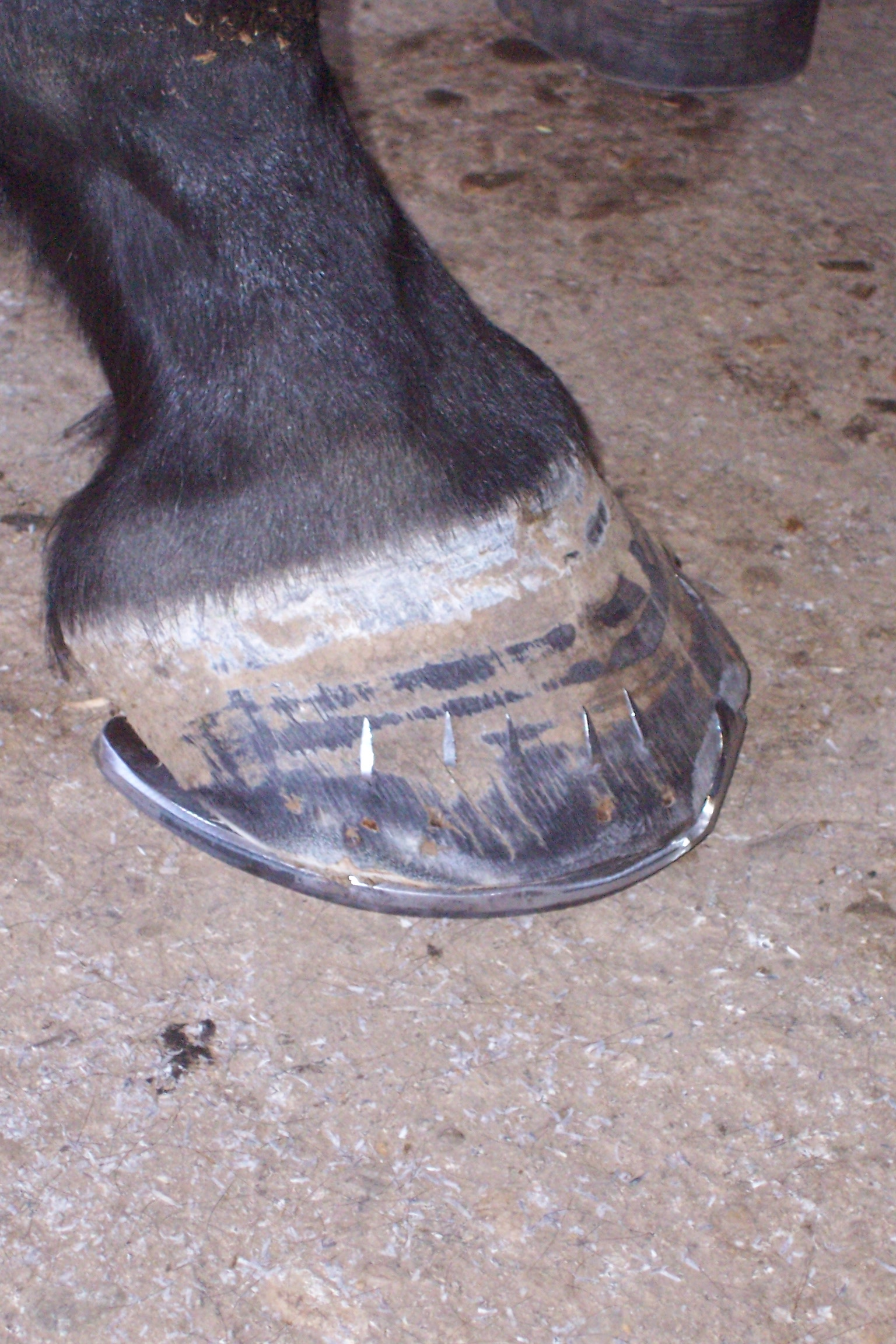
Końskie kopyto z podkową

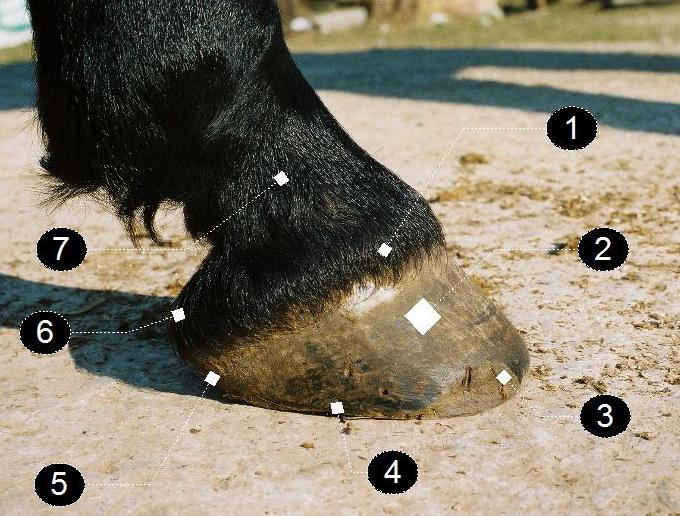
Rys. 3. 1 – koronka, 2 – ściana puszki kopytowej, 3 – ściana przednia (przodek), 4 – ściany boczne, 5 – ściany wsporowe, 6 – piętka, 7 – pęcina

### Kopyta
Kopyto składa się z trzeciego (dalszego) członu palcowego (kości kopytowej), trzeszczki kopytowej, chrząstek, stawu kopytowego oraz obejmującej całość puszki kopytowej. Kość kopytowa jest otoczona silnie ukrwionym i złożonym z wielu warstw tworzywem kopytowym.

#### Budowa kopyta
Prawidłowo ukształtowane kopyto konia powinno być zaokrąglone w części palcowej, szersze przy piętce. Ściana przednia jest najgrubsza, a ściana boczna jest grubsza przy piętce. Nad ścianą kopyta jest widoczna wstęga koronki rogotwórczej, której uszkodzenie wpływa na wzrost ściany. Podeszwa kopyta przedniego jest umiarkowanie wklęsła, a kąt nachylenia czoła ściany przedniej do podeszwy wynosi 45-50 stopni. Kopyto tylne ma spiczastą część palcową i wklęsłą podeszwę. Kąt między ścianą przednią a podeszwą tylnego kopyta może wynosić 50-60 stopni. We wszystkich kopytach widoczna jest strzałka, która dzieli podeszwę na dwie części. Strzałka jest elastyczną strukturą pod obciążeniem ciała konia i łączy się z krawędzią podeszwy w tzw. linii białej.

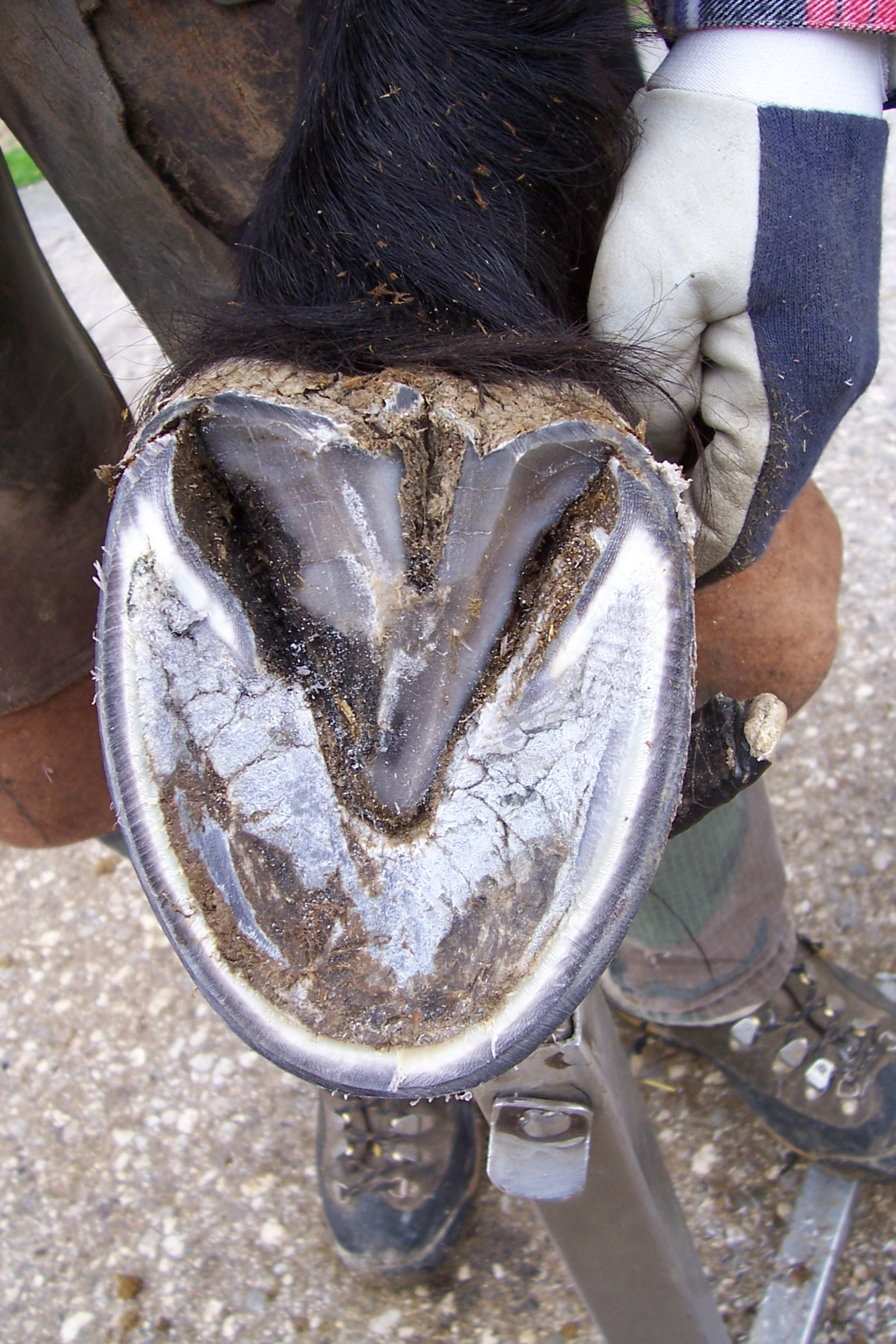
Podeszwa kopyta tylnego
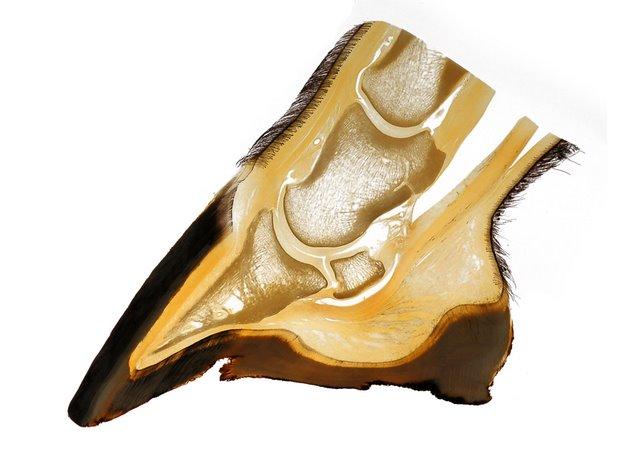
Przekrój końskiego kopyta
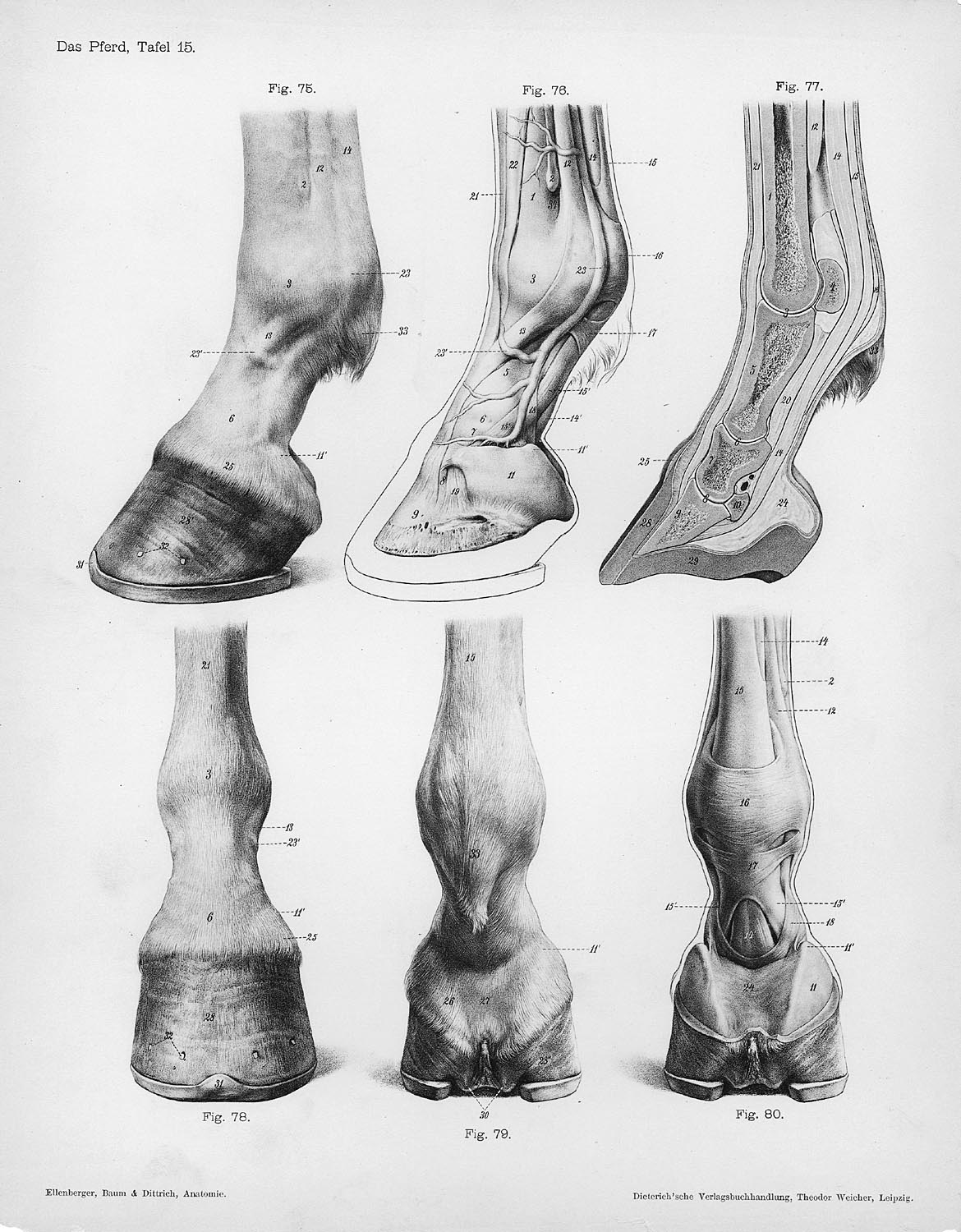
Anatomia kopyta a podkuwanie
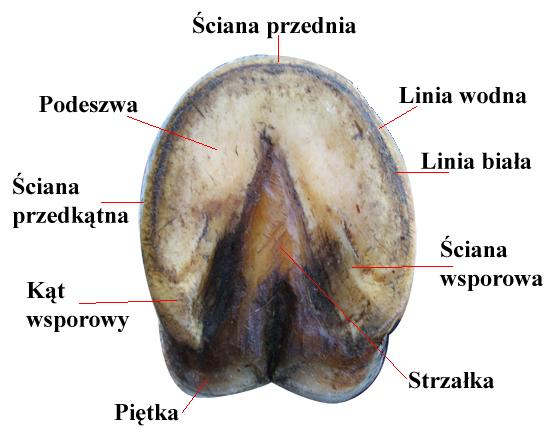
Podstawowe części kopyta końskiego

## Rozród i rozwój
Cykl rozrodczy klaczy trwa 22 dni i 7 dni rui. Pierwsze jajeczkowanie po porodzie następuje ok. 11-13 dni po wyźrebieniu. Ciąża u klaczy trwa 330 dni (11 miesięcy). Statystycznie klacze w ciąży z ogierkiem wyźrebiają się 2,3 doby później, niż klacze w ciąży z klaczką. W pełni ukształtowany płód źrebięcia waży od 26 do 60 kg. Klacz najczęściej rodzi jedno źrebię, ciąże mnogie zdarzają się niezwykle rzadko (2% wszystkich urodzeń). Najwięcej ciąż mnogich (głównie bliźniaczych) zaobserwować można u klaczy pełnej krwi angielskiej. Wynika to z hodowli w bliskim pokrewieństwie i małej puli genowej w rasie. Większość ciąż mnogich kończy się poronieniem w 7-8 miesiącu od zapłodnienia. Najczęściej przeżywa tylko jedno źrebię z miotu, sytuacje gdy przeżywają oba młode są skrajnie rzadkie (4,5% wszystkich ciąż bliźniaczych).
Choroby letalne u koni w większości uwarunkowane są genami recesywnymi. Choroby te ujawniają się poprzez skrzyżowanie zdrowych heterozygotycznych rodziców, których kojarzenie ze sobą powoduje ujawnienie genów letalnych. Schorzenia te zaobserwować można zwłaszcza przy chowie w bliskim pokrewieństwie. Najczęściej spotykanymi chorobami semiletalnymi i letalnymi u koni są:
- wrodzony brak jelita grubego (zamknięte jelito grube) – gen recesywny;
- gen fryderyksborg (niska płodność lub jałowość);
- gen sprzężony z płcią (mała liczba samców) - gen recesywny;
-wada epiteliognesis (brak skóry na kończynach);
- zniekształcone kończyny przednie - gen recesywny;
- brak gałek ocznych
Ogierki, są fizycznie zdolne do rozmnażania się w wieku ok. 18 miesięcy, ale klacze rzadko dopuszcza się do rozmnażania przed ukończeniem 3 roku życia. Konie czteroletnie uważa się za dojrzałe. Szkielet zwykle rozwija się do 6 roku życia. Dojrzewanie kośćca zależy od wielkości konia, rasy, płci i jakości opieki. Im koń większy, tym kości dłużej tworzą tkankę kostną i przekształcenie z chrząstki w kość zajmuje więcej czasu.

W zależności od dojrzałości, rasy i przeznaczenia konie są zwykle przysposabiane do pracy w wieku od 2 do 4 lat. Chociaż w niektórych krajach konie wyścigowe pełnej krwi angielskiej są wystawiane na tory już w wieku 2 lat, a w sportowych rajdach długodystansowych konie nie są uważane za wystarczająco dojrzałe, aby brać udział w zawodach, dopóki nie ukończą pełnych 60 miesięcy kalendarzowych (5 lat). 
Nazwy koni w zależności od wieku:

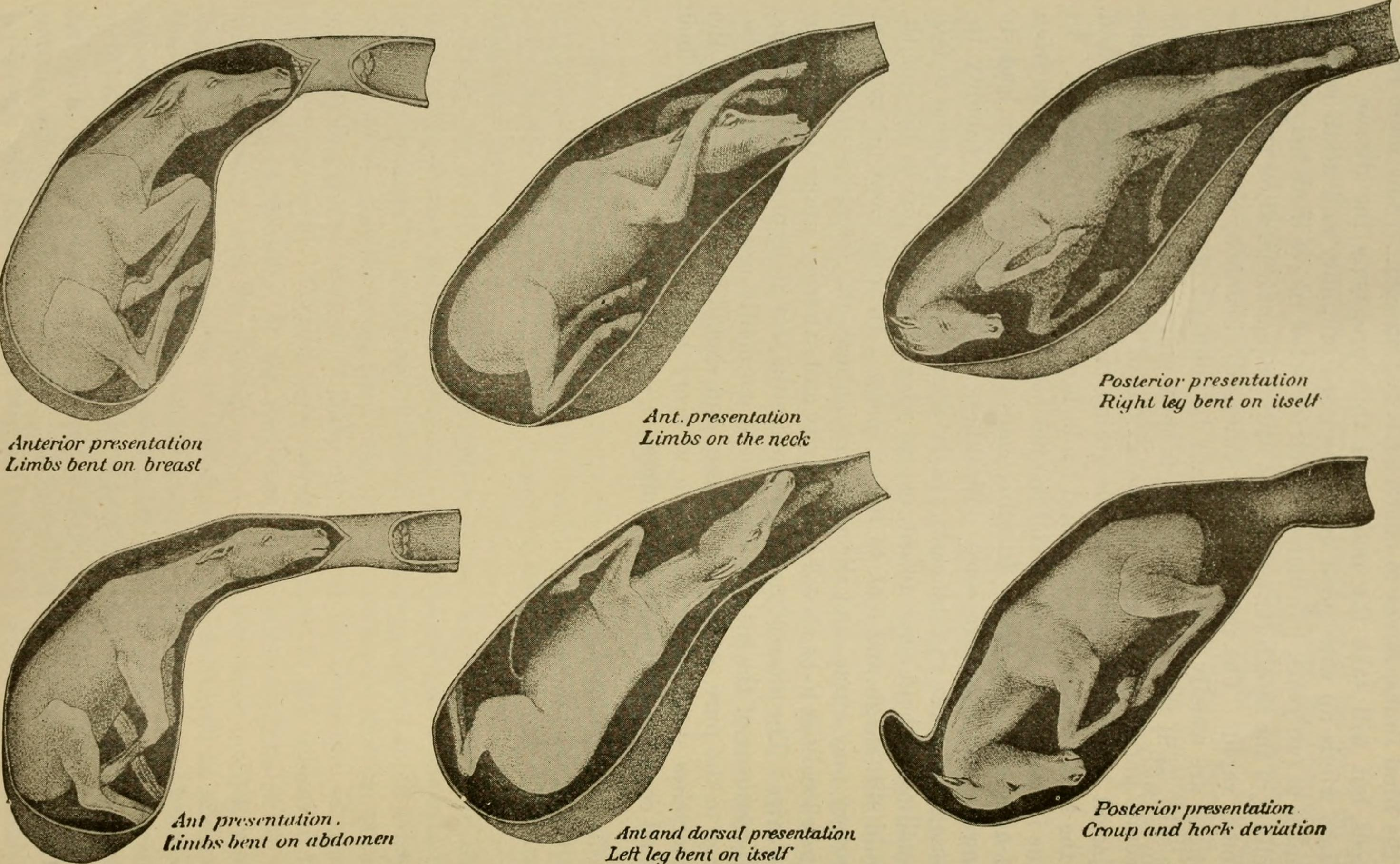
Płód - źrebak w łonie klaczy

- sysak – młody koń do około 6. miesiąca życia, odżywia się głównie mlekiem matki
- odsadek – młody koń odłączony od klaczy matki
- źrebię – młody koń poniżej 1. roku
- klaczka – samica konia w wieku 1–3 lat
- ogierek – samiec konia w wieku 1–3 lat
- klacz – samica konia powyżej trzeciego roku życia
- ogier – samiec konia powyżej trzeciego roku życia, zazwyczaj hodowany dla rozrodu

Inne nazwy:
- wałach – wykastrowany samiec

- wnęter – samiec konia z wadą rozwojową, polegającą na niewłaściwym umieszczeniu jąder (poza moszną – zob. wnętrostwo)

## Konotacje w kulturze
- Koń – jaki jest, każdy widzi – powszechnie znany początek adnotacji dotyczącej konia w późnobarokowej encyklopedii Nowe Ateny pióra Benedykta Chmielowskiego. Nadużycie redaktorów wydania z roku 1966, polegające na usunięciu dalszej części hasła bez odnotowania skrótu[15][16] sprawiło, iż pierwsze jego zdanie pełni obecnie funkcję popularnego powiedzonka, którym kwituje się różnego rodzaju oczywistości.

- Koń – podać jego odgłos – to cytat ze słynnej komedii Rejs w reż. Marka Piwowskiego. Odpowiedź Pa-ta-taj jest oczywiście błędna, gdyż chodziło o odgłos paszczą.

- Koń go zjadł – staropolskie przysłowie; według jednej z interpretacji chodzi w nim o horrendalnie wysokie koszty utrzymania konia pod wierzch.

- Koń, pomimo że w dziedzinie transportu należy do przeszłości, do dziś stanowi swoisty nobilitujący symbol w motoryzacji. Powszechne jest określanie szybkiego sportowego auta mianem „rumaka”, a niektóre firmy obrały właśnie konia jako logo firmowe (Ferrari) lub logo typu samochodu (Ford Mustang). Koń, tym razem mitologiczny (Pegaz), jest marką hiszpańskich ciężarówek i ciągników siodłowych PEGASO. Rodzimym przypadkiem wykorzystania nazwy konia jako marki samochodu jest Tarpan, bynajmniej nie kojarzony ani z rewelacyjnymi osiągami, ani nawet z nadzwyczajną mocą, jednak wytrzymały i sprawny na bezdrożach (por. Bronco, hiszp. nieoswojony, dziki koń)[17].

- biały koń nie jest koniem
- Bucefał
- Burak
- centaur
- hipogryf
- hipoterapia
- hippokamp
- Incitatus
- jednorożec
- kelpie
- konik z Dalarny
- koń trojański
- Łysek z pokładu Idy
- Nasza szkapa
- Pegaz
- Rosynant

## Organizacja hodowli w Polsce i na świecie
Ogólny nadzór nad utrzymaniem i hodowlą koni pełni Minister Rolnictwa. Z państwowych organizacji zajmujących się hodowlą koni wyodrębnić można 2 typy instytucji: Stada Ogierów (np. w Książu) i Stadniny Koni (np. w Janowie Podlaskim). Istotną grupą organizacji sprawujących pieczę nad kierunkami hodowli koni w Polsce są Polskie Związki Hodowców Koni (PZHK).
Użytkowaniem koni i kontrolą jego procesu w Polsce zajmują się m.in.:
- Polski Związek Jeździecki (PZJ),
- Zakłady treningowe (ZT),
- Tory wyścigów konnych.

a na świecie m.in.:
- Międzynarodowa Federacja Jeździecka (FEI).